# Юнакова Ольга Володимирівна
О́льга Володи́мирівна Юнако́ва  (12 лютого 1971 , Львів ) — українська співачка, лауреат понад 10 пісенних конкурсів і фестивалів.

## Життєпис
Народилася в родині льотчика.
Вперше вийшла, щоб заспівати, на сцену у 4 роки, у телевізійній програмі «Весёлые нотки» (м. Москва) і, завдяки листам телеглядачів, стала лауреатом з піснею «Чебурашка». На професійній сцені з 1990 року (у ролі солістки гурту Пліч-о-пліч), сольну кар'єру розпочала у 1995 р.
- 1995 — ведуча передачі «Тлумачення снобачень» на УТ-2.
- 1996 — переїхала до Києва; співвласниця студії звукозапису «На кулічках рекордз».
- 2001 — вела програму «Мелодром» на НБМ («5 канал»).

## Музична освіта
1988 року закінчила Львівське музично-педагогічне училище, 2002 року — Київський національний університет культури та мистецтв за фахом «Режисура масових заходів».

## Творчі здобутки
- Перша премія: «Вивих» — 1990, Львів;
- Гран-прі: «Дзвін» — 1991, Київ;
- Перша премія: «Тарас Бульба» — 1991, Рівне;
- Друга премія: «Червона рута» — 1991, Запоріжжя;
- Лауреат фестивалю: «Пісенний вернісаж» — 1992, Київ;
- Перша премія: «Вітер зі сходу» — 1993, Донецьк;
- Лауреат фестивалю: «Таврійські ігри» — 1993, Каховка;
- Перша премія: «Пані+Пан» — 1995, Тернопіль;
- Лауреат фестивалю: «Слов'янський базар» — 1995, Витебськ;
- Перша премія: «Мелодія» — 1995, Львів.

- Знялася у 22 художніх фільмах.
- Випустила 5 альбомів пісень.

## Сольна кар'єра
- З 1998 р. Ольга працює у продюсерському центрі «Хіт Фабрика», продюсер В. Кулічкін
- 1999 — вихід третього альбому — «Я за любов'ю»
- 1999 — відеокліп на пісню «Мальчик мой», режисер Олександр Соколовський
- 2001 — вихід четвертого альбому — «Войди в мой сон»
- 2002 — відеокліп на пісню «Бриллиант», режисер Ольга Кулічкіна
- 2003 — вихід п'ятого альбому — «Я хочу так»
- 2003 — відеокліп на пісню «Оле, оля», режисер Володимир Тумко
- 2007 — підготовка до виходу шостого альбому — «Я другая»
- 2007 — відеокліп на пісню «Спасибо за то …», режисер Ольга Кулічкіна

## Інше
Колекціонує м'які іграшки та декоративні кімнатні рослини. У вільний час займається хореографією, тенісом, плаванням, кінним спортом та грою на більярді. Творчістю не займається.
Ольга виховує трьох доньок (Тереза, Єва і Моніка).
З 2014 року з родиною проживає в Іспанії, у Марбельї. Викладає вокал. Сучасні хобі - реставрація меблів, колекціонування лялькових будиночків.